# Come l'ombra nel buio
Come l'ombra nel buio è un cortometraggio del 2019 diretto da Alessandro Gessaga, scritto da Laura Bertoglio e ha come protagonista Daniele Marcheggiani.

## Trama
Gustavo, un rinomato e rispettato psicologo, deve scegliere quali candidati ritenere idonei a diventare dei futuri politici. Sembra un compito facile, ma si rivela più complicato del previsto.
Diversi candidati hanno un loro modo di vedere il mondo: Marco, un ragazzo che vorrebbe avere tutti sotto il controllo della tecnologia; Erno, parzialmente cieco da quando era bambino, dovuto a un incidente di gioco causato da un ragazzino di colore e per questo è diventato razzista; Elisa, una ragazza provocante, a tratti ninfomane, che non vuole l'emancipazione delle donne; Giulio, un giovane ragazzo che crede nel lavoro, nel futuro del paese, nell'onestà delle persone.

## Distribuzione
La prima del film al cinema è avvenuta a Milano il 7 dicembre 2019, alla presenza del regista e parte del cast.
Il film è distribuito dalla Independent Movie Distributions e disponibile su Amazon Prime Video.

## Riconoscimenti
Il film è stato presentato a diversi festival del cinema internazionali, vincendo 25 premi.

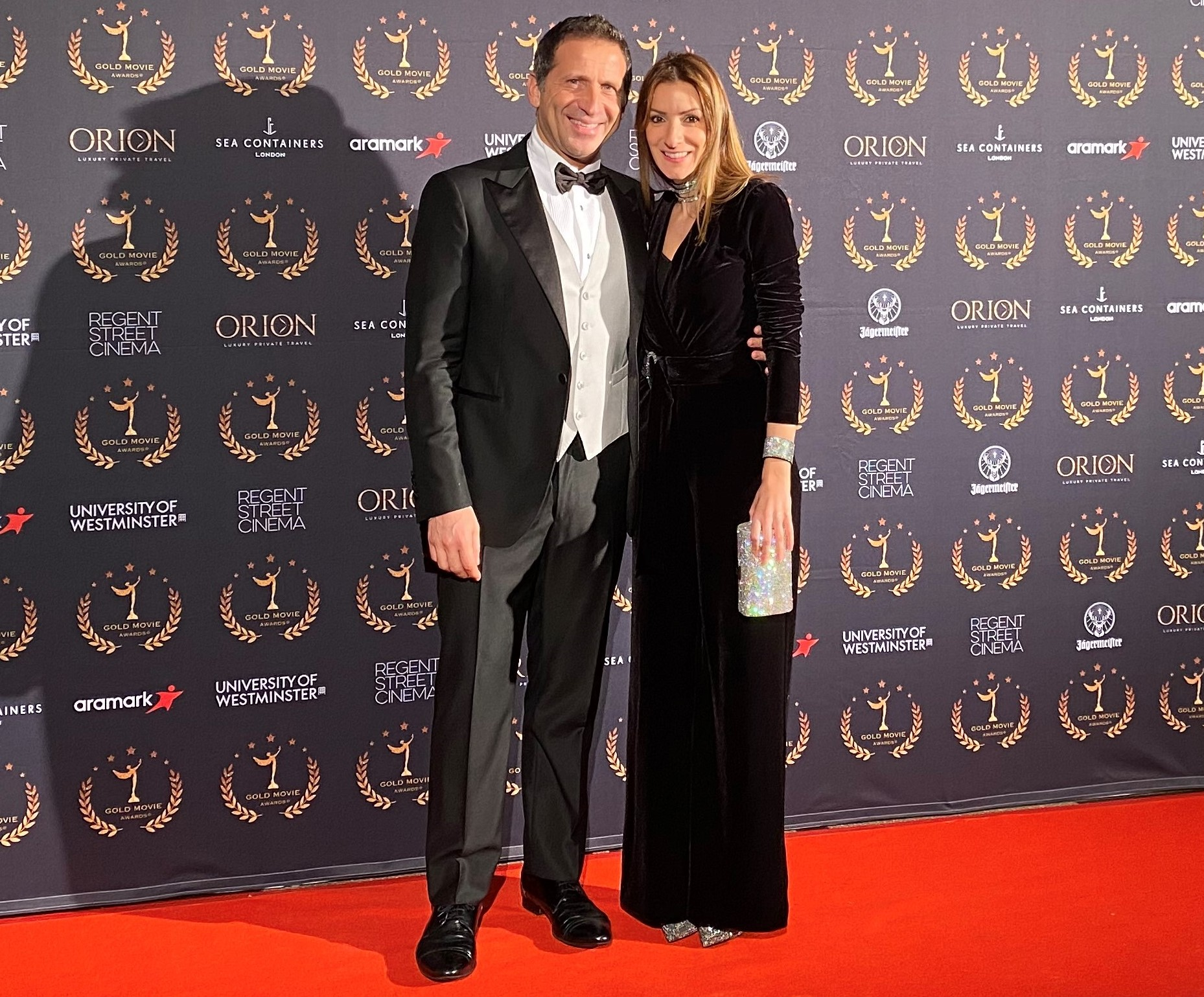
Il protagonista Daniele Marcheggiani ai Gold Movie Awards

- 2019 - Accolade Global Film Competition (USA)
  - Award of Excellence: Actor Leading (Daniele Marcheggiani)
  - Award of Excellence Special Mention
- 2019 - Sunday Shorts Film Festival (UK)
  - Semi Finalist
- 2019 - Festigious Los Angeles - Monthly Film Competition[1] (USA)
  - Best Drama
  - Best Actor in an Indie Film (Daniele Marcheggiani)
- 2019 - Actors Awards Los Angeles [2] (USA)
  - Best Performance of Fest (Daniele Marcheggiani)
  - Best Supporting Actor (Giovanni Raso)
  - Best Ensemble
- 2019 - Best Short Competition[3] (USA)
  - Award of Excellence: Actor Leading (Daniele Marcheggiani)
  - Outstanding Achievement
  - Humanitarian Awards
- 2019 - New York Film Awards[4] (USA)
  - Best Actor in an Indie Film (Daniele Marcheggiani)
  - Best Supporting Actress (Rebecca Zaccariotto)
- 2019 - LAFA Los Angeles Film Awards[5] (USA)
  - Best Indie Film
- 2019 - European Cinematography AWARDS (Netherlands)
  - Finalist
- 2019 - Delhi Shorts International Film Festival (India)
  - Special mention
- 2019 - TMFF - The Monthly Film Festival[6] (Scotland)
  - Best Actor (Daniele Marcheggiani)
  - Best Screenplay (Laura Bertoglio)
  - Winners of the month nominees
- 2019 - Hollywood International Moving Pictures Film Festival (USA)
  - Semi Finalist
- 2019 - Bucharest ShortCut Festival[7] (Romania)
  - Best Actor (Daniele Marcheggiani)
  - Best Screenplay (Laura Bertoglio)
- 2020 - Gold Movie Awards[8] (UK)
  - Finalist